# Apoballis rupestris
Apoballis rupestris är en kallaväxtart som först beskrevs av Heinrich Zollinger och Alexandre Moritzi, och fick sitt nu gällande namn av S.Y.Wong och Peter Charles Boyce. Apoballis rupestris ingår i släktet Apoballis och familjen kallaväxter. Inga underarter finns listade.